# Fulgencio Batista
Fulgencio Batista Zaldívar (Banes, 16 de janeiro de 1901 – Marbella, 6 de agosto de 1973) foi um militar cubano que serviu como presidente eleito da ilha entre 1940 e 1944, e depois como ditador entre 1952 e 1959, até ser derrubado pela Revolução Cubana.

## Presidente da República

Fulgencio Batista e esposa, em 1955.

Batista inicialmente subiu ao poder como parte da "Revolta dos Sargentos" que derrubou o regime autoritário de Gerardo Machado em 1933. Em seguida, nomeou a si mesmo chefe das forças armadas com a patente de coronel e efetivamente controlou a cinco membros da Presidência conhecido como "La Pentarquía", sendo um deles Ramón Grau que foi nomeado presidente, o revolucionário Antonio Guiteras Holmes também foi nomeado como parte do gabinete.
Ele manteve esse controle através de uma série de presidentes "fantoches" até 1940, quando ele próprio era eleito Presidente de Cuba em uma plataforma populista. Após a renúncia do presidente Federico Laredo Bru em 1940, Batista concorreu como candidato pela Coligação Socialista-Democrática, uma coligação que envolvia o Partido Liberal, o Partido da União Nacionalista, a Associação Nacional Democrática e a União Revolucionária Comunista, esta última de ideologia marxista-leninista quem seria um dos precursores do atual Partido Comunista de Cuba. Ele então instalou a Constituição de Cuba de 1940, considerado progressista para a época, e serviu até 1944. Batista consolidou o seu poder concentrando em si todas as nomeações para os cargos públicos. Durante o primeiro mandato de Batista, Cuba cooperou na Segunda Guerra Mundial com os aliados e declarou guerra ao Japão, Alemanha e Itália. Durante sua gestão, leis e políticas trabalhistas seriam promulgadas a favor dos sindicatos, realizando importantes reformas sociais, sendo apoiadas pelos comunistas que atacavam a oposição anti-Batista rotulando Ramón Grau e os demais de "fascistas" e "reacionários".
Em seus últimos meses de governo, Batista deixou uma situação financeira desastrosa para o seu sucessor a fim de prejudicar a nova administração, apesar de ter tido uma bonança econômica. O embaixador americano Spruille Braden se deu conta da situação já em julho de 1944 e informou seus superiores: “É cada vez mais evidente que o presidente Batista deseja dificultar a vida da próxima administração de todas as formas possíveis e, particularmente, do ponto de vista financeiro”. Braden denunciou “um roubo sistemático dos fundos do Tesouro” e disse que “o Dr. Grau vai encontrar os caixas vazios quando tomar posse”.

## Ditadura
Depois de terminar seu mandato ele viveu na Flórida, retornando a Cuba para concorrer à presidência em 1952. Enfrentando certa derrota eleitoral, ele liderou um golpe militar contra Carlos Prío Socarrás. De volta ao poder, Batista suspendeu a Constituição de 1940 e revogou a maioria das liberdades políticas, incluindo o direito à greve, e restabeleceu a pena de morte. Batista outorgou para si mesmo um salário anual maior que o do presidente dos Estados Unidos (passou de 26,400 dólares para 144 mil dólares, enquanto Harry S. Truman ganhava 100 mil). No dia 27 de março de 1952, os Estados Unidos reconheceram oficialmente o regime de Batista. Ele, então alinhado com os latifundiários ricos que possuíam as maiores plantações de açúcar, e presidiu uma economia estagnada que aumentara o fosso entre os cubanos ricos e pobres. Com o governo cada vez mais corrupto e repressivo de Batista, começou a lucrar de forma sistemática a partir da exploração comercial de interesses em Cuba, através da negociação de relações lucrativas com a máfia americana, com drogas, jogos de azar, as empresas de prostituição em Havana, e com grandes multinacionais com sede nos EUA em que foram adjudicados contratos lucrativos.
Para acalmar o descontentamento crescente da população - a qual foi posteriormente exibido através de frequentes revoltas estudantis e manifestações - Batista, estabeleceu a mais apertada censura dos meios de comunicação, ao mesmo tempo, utilizando o seu Bureau de Repressão de Atividades Comunistas para levar a cabo em larga escala a violência, tortura e execuções públicas; em uma última análise, matando aproximadamente entre mil a 2 mil pessoas. Durante vários anos até 1959, o governo de Batista recebeu apoio financeiro, militar e logístico dos Estados Unidos.
O jornalista americano Jules Dubois descreveu o regime de Batista: “Batista voltou ao poder no dia 10 de março de 1952 e começou então a etapa mais sangrenta da história cubana desde a guerra da independência, quase um século antes. As represálias das forças repressivas de Batista custaram a vida a numerosos presos políticos. Para cada bomba que explodia, tiravam dois presos da cela e os executavam de maneira sumária. Uma noite em Marianao, um bairro de Havana, os corpos de 98 presos foram espalhados pelas ruas, crivados de balas”.
O regime de Batista foi derrubado em 1959 por um ataque de forças rebeldes comandadas por Fidel Castro, Che Guevara e Raúl Castro.
Abandonou Cuba em 31 de dezembro de 1958 com 40 milhões de dólares, exilando-se na República Dominicana.
Em 20 de Agosto de 1959 aterra em Lisboa. Visitou Fátima e partiu para o Funchal no paquete Pátria onde chegou no dia 8 de Setembro do mesmo ano. A partir de 1962 passou a residir no Estoril.
Morreu em Marbella, Espanha, onde se encontrava de férias, em decorrência de um infarto. Está sepultado no Cemitério de San Isidro.
A data oficial da chegada de Fidel e seus comandados ao poder é 1.º de janeiro de 1959.

### O apoio dos Estados Unidos
O apoio do governo dos Estados Unidos ao autoritário governo ditatorial de Fulgencio Batista, por sete anos (1952-59), foi um dos episódios emblemáticos da Guerra Fria. Este apoio era devido às suas posições favoráveis aos negócios norte-americanos na ilha. Nos últimos dois anos da ditadura, Earl E. T. Smith era o embaixador dos Estados Unidos em Cuba.